# Ros Serey Sothear
Ros Serey Sothear (Jemer: រស់ សេរីសុទ្ធា; 1948, Battambang - 1977?) fue una famosa cantante camboyana. Es considerada una de las mejores baladistas de la música popular de Camboya. Si bien su trayectoria musical fue corta, solamente 9 años (1966 - 1975), ha lanzado unas 100 canciones y ha participado en algunas películas. Murió durante el genocidio llevado a cabo por los Jemeres Rojos liderados por Pol Pot.

## Discografía parcial

### Rock
- "Chnam Oun Dop-Pramp Muy" (I'm 16)
- "Cry Loving Me"
- "Don't Be Mad"
- "Hair Cut, Hair Cut"
- "Have You Seen My Love"
- "I'm So Shy"
- "Phey! Phey!" (Scared! Scared!)
- "Since When You Knew Me"
- "Wait Ten Months"
- "Wicked Husband"
- "Chnom oun 15(I'm only 15)
- "Mdeth gall daltarm khyum?(why do you follow me?)
- "Klein jurp nersa (The fragrant that lasts with me)
- "Rom Woolly Bully
- "Po Pruk Po Lngeach
- "Penh Chet Tae Bong Muoy"

### Romvong
- "Kaduk Dol Heuy"
- "Komping Puoy"
- "Rolum Saen Kraw"
- "Sarika Keo Kauch"

### Saravam
- "Srah Muy Keo" (One Shot)

### Baladas
- "Bopha Akasajal"
- "Jomno Pailin"
- "Kom Plich Oun Na"
- "New Year's Eve"
- "Pink Night"
- "Pka Reige Leu Maik"
- "Pruos Reing Avey?"
- "Lort sene duong chan
- "Chross O'yadao
- "Somnerng Bopha prey phnom(songs of the jungle girl)
- "Sralmall sene khyum(Shadow of my love)
- "Chmreing sene khyum(Story of my love)
- "Alay bong cher net(always misses you)
- "Teurk hoe teu (river flow)
- "Bong ban sonyah(You've promise)
- "Soum ros khbere bong
- "Oun soum angvall (I beg of you)
- "Oun neul tharl rong jum (I will still wait)
- "Bomplete men ban ( Can't forget)
- "Oun smak bong smoss
- "Oun sralnane bong nas( I love you so much)
- "San nuk alay
- "Men gor sralane bong( I shouldn't love you)
- "Chup sralane men ban (Can't stop loving you)
- "Jum neu tharl jum
- "Oun jum bong cher neth
- "Pros bondoll chiet
- "Kum keng oun na bong
- "Rom cha cha cha
- "Jum loss sone
- "Bong tvere eouy oun yume(You made me cry)
- "Yume samrapp thngay ness
- "Sall anosaovary
- "Lane khyume teu (let me go)
- "Bondam stung keiv
- "Reastrei buth sene (missing lover of the night)
- "Pkah orchid
- "Auh! seneha khyume
- "Verjah boross (the word of men)
- "Popol gomah
- "Prote svamei
- "Oun soum phneu chheung
- "San klotpsa
- "Chhba mon reing khyum
- "Norok lokei(The sin of man)
- "Ahso kasalmerlerr
- "Rolok songka therm svamei
- "Thmnorng leakina
- "Thgnay lett oun sralnoss(When sunset,I miss u)
- "Tropeang Peay
- "San chhok chhem
- "Pathchere sralnoss
- "Gonsan nisei
- "Machass sene oun
- "Chmreing avasane
- Konsaeng Krohom(Red Scarf)
- Pros Del Ka'bor Chet (Man who betrays)
- Veal Srey Sronoh

### Duetos conSinn Sisamouth
- "Ae Na Promajarey"
- "Bos Choong"
- "Chom Chait Pesaey"
- "Chor Louch Jet"
- "Have a Caramel"
- "Jong ban pka avey?"("What flower do you want?"
- "Kay Tha Kyom Jass"
- "Konarb snaeha" ("Love poem")
- "Komnoch veyo"
- "Pneik Kmohuoch"
- "Nao Tae Srolanh
- "Oh! snaeha euy!" ("Oh! Love...")
- "Oun Rom Som Tae"
- "Sronos Oh Jrov"
- "Soniya 3 Tngai"(A Promise for 3 Days)
- "Tesepheap Prolim"
- "Tiev Euy Srey Tiev"
- "Tmor Kol Sromol Snae"
- "Tok Bong Om Skat"
- "Yaop Yun Thun Trojeak"
- "Yerng Kom Plich Knear"

### Duetos con otros Artistas
- Kmao Euy Kmao(Em Song Seum-1972)
- Komloss Kromum Heu Ha(Em Song Seum-1972)
- Komloss Kromum Srok Srae
- Hann Pnal Da Ey(Eng Nary)
- Soll Tae Card
- Pka Sarai